# Nonoai
Nonoai là một đô thị thuộc bang Rio Grande do Sul, Brasil. Đô thị này có diện tích 469,313 km², dân số năm 2007 là 12327 người, mật độ 27,27 người/km².